# Кураторський посібник

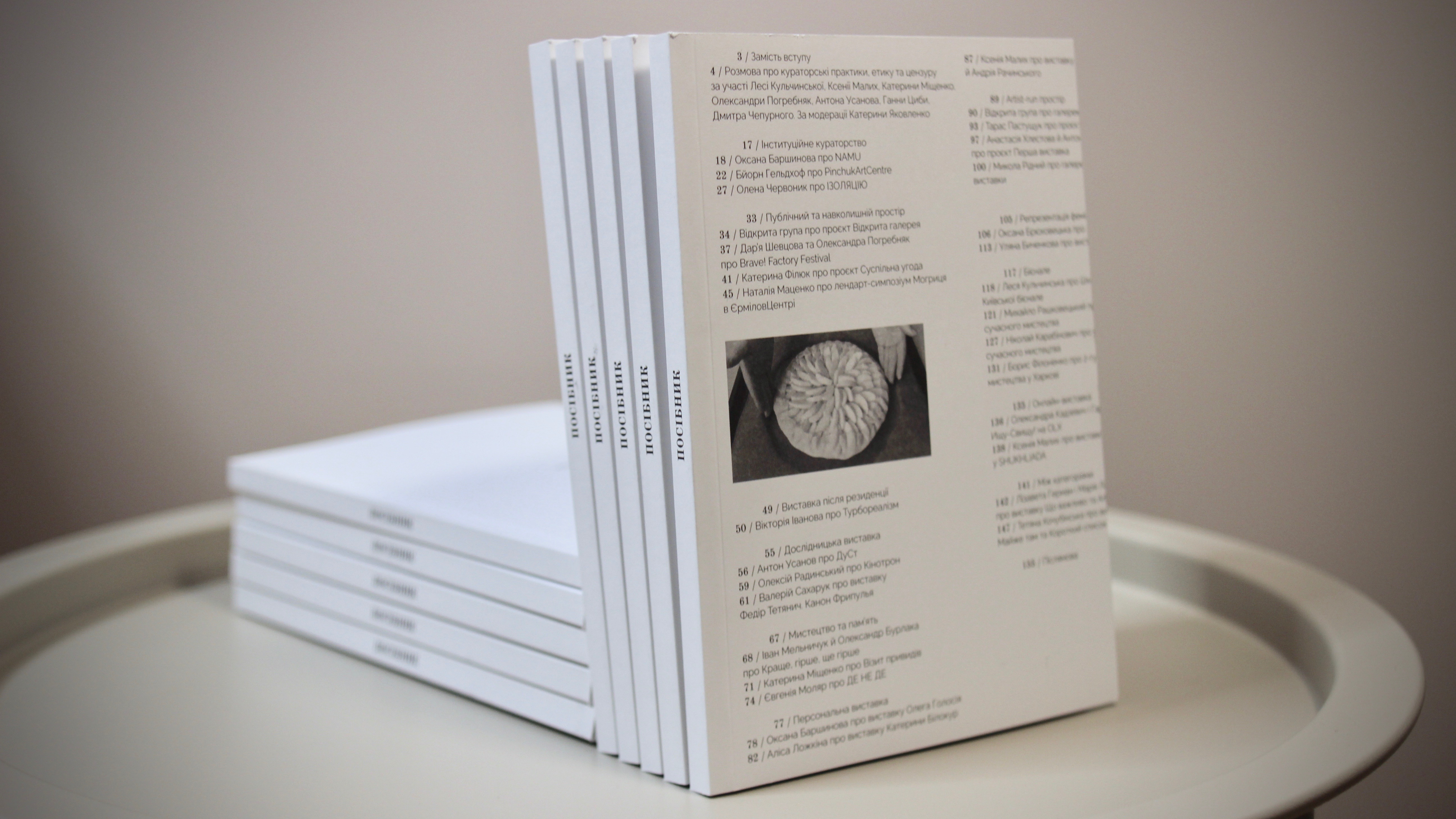
Видання «Кураторський посібник», 2020. За редакцією О. Погребняк, Д. Чепурного, К. Яковленко

«Кураторський посібник» — це видання про роботу з виставковими проєктами у сфері сучасного мистецтва в Україні, видана у Києві у 2020 році.
Видання було створено за редакцією Олександри Погребняк, Дмитра Чепурного, Катерини Яковленко. За візуальне рішення й обкладинку книжки відповідала художниця Катерина Лесів. Книжку про практики репрезентації сучасного мистецтва в Україні видано у співпраці з фондом «Ізоляція» за підтримки Українського культурного фонду.

## Відгуки
У 2020 році про книжку вийшло декілька критичних рецензій. Арт-критикиня Наталя Маценко відмітила книжку у своїй статті "Підсумки року: гнучка крихкість". Також, про книгу писали журнал Korydor, ЧИТОМО, Суспільне, Vogue, Yabl, LB.UA:
- «Попри суху дидактичну назву, це видання — щирий і живий зріз кураторської практики в Україні останнього десятиріччя, що безпосередньо промовляє до глядача прямою мовою учасників» KORYDOR[4]
- «Лаконічна на вигляд книга виявляється одним із найбільш потужних джерел з історії сучасного українського мистецтва» ЧИТОМО[5]
- «Книжка допоможе розібратися зі станом кураторства й інституцій в Україні» VOGUE[6]